# Bereźnica (dopływ Dniestru)
Bereźnica (ukr. Бережниця Bereżnycia, a także Березниця Bereznycia) – rzeka na Ukrainie przepływająca przez rejon doliński obwodu iwanofrankiwskiego oraz rejon stryjski i żydaczowski obwodu lwowskiego. Prawy dopływ Dniestru w basenie Morza Czarnego.

## Opis
Długość rzeki 59 km, powierzchnia dorzecza 169 km². Spadek rzeki 5 m/km. W górnym biegu terasa zalewowa o szerokości 50–80 m, w dolnym 200–500 m. Koryto o szerokości 3–6 m, miejscami do 18 m. Rzeka wykorzystywana jest do hodowli ryb i zaopatrzenia w wodę.

## Koryto
Bierze początek w Karpatach Ukraińskich, na północ od wsi Cisów w obwodzie iwanofrankijskim. Płynie głównie na północny wschód, niedaleko ujścia skręca na wschód i południowy wschód. Wpada do Dniestru na wschód od wsi Młyniska w rejonie żydaczowskim.

## Osady
Nad rzeką znajduje się miasto Morszyn, osiedle typu miejskiego Daszawa i kilka wsi.